# El Charco, Guanajuato
El Charco är en ort i Mexiko.   Den ligger i kommunen San Luis de la Paz och delstaten Guanajuato, i den centrala delen av landet, 240 km nordväst om huvudstaden Mexico City. El Charco ligger 1 994 meter över havet och antalet invånare är 464.
Terrängen runt El Charco är platt åt sydväst, men åt nordost är den kuperad. Runt El Charco är det ganska tätbefolkat, med 62 invånare per kvadratkilometer. Närmaste större samhälle är San Luis de la Paz, 17,8 km norr om El Charco. Trakten runt El Charco består till största delen av jordbruksmark.